# Plecia furva
Plecia furva är en tvåvingeart som beskrevs av Hardy 1952. Plecia furva ingår i släktet Plecia och familjen hårmyggor. Inga underarter finns listade i Catalogue of Life.